# 어리석음에 뿌리박은 마음
어리석음에 뿌리박은 마음(팔리어: mohamūlacittāni, moha-mūla citta, 영어: consciousness rooted in delusion), 어리석음에 뿌리박은 해로운 마음, 미혹에 뿌리박은 마음 또는 미혹에 뿌리박은 해로운 마음은 특히 상좌부의 교학과 아비담마 그리고 수행에서 사용하는 용어로, 탐 · 진 · 치의 3불선근 중 치(癡, 어리석음, 미혹)를 직접적 원인 또는 주 원인으로 하여 일어나는 다음의 2가지 마음을 말한다.
1. 평온이 함께한, 의심과 결합한 마음
2. 평온이 함께한, 들뜸과 결합한 마음

어리석음에 뿌리박은 마음은 다음의 분류 또는 체계에 속한다.
- 욕계 · 색계 · 무색계 · 출세간에 속한 89 또는 121가지 마음
  - 욕계 마음 54가지
    - 욕계의 해로운 마음  12가지
      - 탐욕에 뿌리박은 마음 8가지
      - 성냄에 뿌리박은 마음 2가지
      - 어리석음에 뿌리박은 마음 2가지

    - 욕계의 원인 없는 마음 18가지
    - 욕계의 아름다운 마음 24가지

## 예

### 1. 평온이 함께한, 의심과 결합한 마음
예를 들어,
- 인과(업과 업의 과보)에 대해 의심하고 있어서 도둑질을 하는 것이 나쁜 과보를 가져올 것이니 그 물건을 훔치지 않아야 하는 것인지 아니면 그 물건을 내가 가지게 되는 것이니 그냥 나의 이익이 될 것인지 판단[慧]을 못내리고 있을 때
- 인과(업과 업의 과보)에 대해 의심하고 있어서 10악 중 살생(殺生, 살아있는 중생을 죽이는 행동), 투도(偸盜, 도둑질 · 사기 · 횡령), 사음(邪婬, 애인·배우자 이외의 사람과 부정한 성교행위), 망어(妄語, 속일 목적으로 행해지는 거짓말), 양설(兩舌, 이간질 · 고자질 · 불필요한 참견), 악구(惡口, 괴롭힘·따돌림 · 욕설·비방·모욕 · 악성댓글), 기어(綺語, 진실과는 거리가 먼 교묘하게 날조된·꾸며진 말)와 10선 중 불살생 · 불투도 · 불사음 · 불망어 · 불양설 · 불악구 · 불기어 중 지금 어떤 행동을 취해야 할지 결정[慧]을 못내리고 있을 때
- 인과(업과 업의 과보)에 대해 의심하고 있어서 보시를 하고 계를 지키고 수행을 하는 실제 행동을 행하지[慧, 如實正行] 못하고 있을 때

### 2. 평온이 함께한, 들뜸과 결합한 마음
예를 들어,
- 강의를 듣고 있지만 마음이 들떠 있어서 한 마디도 귀에 들어오지 않을 때
- 오늘 미팅에서 만난 상대가 자꾸 생각이 나고 마음이 들떠 곧 닥쳐온 시험 공부가 되지 않을 때
- 오늘 있었던 괴로운 일 때문에 자꾸 생각이 나고 마음이 안정되지 못해 매일 하던 고요명상 수행을 할 수 없을 때

## 용어

### 평온
평온(平穩, 팔리어: upekkhā, 팔리어: upekṣā)은 5수 가운데 사수(捨受)를 말한다. 사수에는 크게 나누어 두 가지 수준이 있는데, 하나는 균형 · 평형 · 평정 · 좌로도 우로도 치우지치 않음 · 편견과 선호에 휩쓸리지 않음 · 좋음과 싫음에 휘둘리지 않음의 느낌의 뛰어난 상태 혹은 선한 상태의 사(捨)의 마음작용을 말한다. 이 마음작용은 수염(修厭) · 4무량심(四無量心) 등의 수행을 통해 개발하여야 하는 마음작용이다. 다른 하나는 괴롭지도 즐겁지도 않은 느낌, 좋지도 싫지도 않은 느낌, 그저 그런 느낌, 무덤덤한 느낌을 말한다. 이 마음작용은 자연히 존재하는 마음작용이다. 즉, 수행 등의 별다른 노력이 없어도, 지은 바 업에 따라 그 과보로서 자연히 느끼게 되는 느낌이다. '어리석음에 뿌리박은 마음'에서의 평온은 이 후자의 것을 뜻한다.
어리석음에 뿌리박은 마음이 일어날 때는 마음에 드는 대상[可意境]를 만나도 마음에 드는 일[可意事]로 경험되지 않아서 정신적인 기쁨 즉 희수(喜受)를 느낄 수 없다. 그리고 마음에 들지 않는 대상[不可意境]을 만나도 마음에 들지 않는 일[不可意事]로 경험되지 않아서 정신적인 불만족 즉 우수(憂受)를 느낄 수 없다. 이런 이유로 어리석음에 뿌리박은 마음 두 가지는 모두 사수(捨受) 즉 불고불락수와 함께한다. 또한 의심[疑] 즉 결정하지 못하는 마음작용이나 들뜸[掉擧] 즉 날뛰며 안정되지 못한 마음작용과 함께하는 마음(식, 요별, 앎; 여기서는 제6의식)은 이 마음작용들로 인해 대상에 대해 그것이 선(유익함)인지 불선(해로움)인지 무기(유익하지도 해롭지도 않음)인지 결정적인 판단을 못 내린다. 이 때문에 마음은 결정적으로 희수(기쁨)와 상응하지도 못하고 결정적으로 우수(불만족)와 상응하지도 못한다. 이런 이유에서도 어리석음에 뿌리박은 마음 두 가지는 모두 사수와 함께한다.

### 의심
의심[疑]은 인과 · 연기법 · 4성제 등의 진리에 대해 의심하고 따라서 진리에 맞는 행동을 미루는 것을 말한다.

### 들뜸
들뜸[掉擧]은 마음이 고요하지 않고, 담백하지 않고, 흔들리고, 요동하고, 나부끼고, 소란스럽고, 시끄러운 것을 말한다.